# عقد 420 هـ
عقد 420 هـ هو الفترة بين عام 420 إلى 429 في التقويم الهجري، أي العشر سنوات الثالثة من القرن الخامس الهجري.